# Commissaris Raymond
Commissaris Raymond is een personage uit de televisiereeks Hallo België!. Hij werd gespeeld door Roger Bolders en verscheen in de serie in 2003.

## Personage
Raymond Snelders is de commissaris van Brasschaat. Hij is goed bevriend met Roger Van Mechelen, die soms zijn hulp inroept in de reeks. Samen behoren ze tot het ‘chique volk’ van Brasschaat en hij mag dan ook gewoon ‘Roger’ zeggen tegen meneer Van Mechelen. Wanneer Roger fout geparkeerd staat met zijn Mercedes voor zijn stamcafé wordt deze boete altijd tenietgedaan door zijn goede vriend de commissaris.

## Uiterlijk
- Wit haar
- Witte snor
- Meestal in een chic zwart pak